# Zdeněk Štybar
Zdeněk Štybar (IPA: [ˈzdɛɲɛk ˈʃtɪbar]), češki kolesar, * 11. december 1985, Planá, Češkoslovaška.
Štybar je profesionalni kolesar, ki tekmuje za UCI WorldTeam ekipo Quick-Step Alpha Vinyl Team. Ob uspehih v ciklokrosu, kjer je osvojil tri naslove svetovnega prvaka, je leta 2011 začel tekmovati na cestnih dirkah. Leta 2013 je dosegel etapno zmago na Dirki po Španiji in skupno zmago na etapni dirki Eneco Tour, leta 2015 je dosegel etapno zmago na Dirki po Franciji in zmagal na enodnevni dirki Strade Bianche. V letih 2015 in 2017 je dosegel drugo mesto na klasičnem spomeniku Pariz–Roubaix. Leta 2019 je zmagal na klasičnih dirkah Omloop Het Nieuwsblad in E3 BinckBank Classic. Nastopil je na Poletnih olimpijskih igrah v letih 2016 in 2020, toda obakrat je odstopil na cestni dirki.